# Battlefield 2: Modern Combat
Battlefield 2: Modern Combat – first-person shooter z serii gier Battlefield stworzony przez Digital Illusions początkowo wydany na konsole Xbox i PlayStation 2 25 października 2005 w Ameryce Północnej. Modern Combat jest pierwszym tytułem w serii dostępnym na konsolach. 11 kwietnia 2006 wydano grę na konsolę Xbox 360. W 2005 ogłoszono tworzenie wersji dla PlayStation Portable, lecz została ona anulowana.